# Хелена Вондрачкова
Хѐлена Во̀ндрачкова (на чешки: Helena Vondráčková) (24 юни 1947 г., Прага) е чешка певица и актриса. Сестра на композитора и актьор Иржи Вондрачек и леля на певицата и актриса Луцие Вондрачкова. Една от най-известните и успешни певици на Чехия и бивша Чехословакия.

## Биография

### Произход и детство
Хелена Вондрачкова е родена в семейството на Иржи и Блажена Вондрачкови. Прекарва детството си в град Слатиняни близо до границата с Полша с брат си Иржи и сестра си Здена, която е от предишния брак на майка и.

### 60-те години: Първи изяви
Съдбоносна дата за Хелена се оказва 27 април 1964 г., когато в двореца „Луцерна“ участва като певица на конкурса Hledáme nové talenty („Търсим нови таланти“) с песните Summertime („Лятно време“) и The Man I Love („Мъжът, когото обичам“) на Джордж Гершуин.
| „                  | Наистина не ми беше мечта да бъда певица. Музиката ме забавляваше, свирех и на пиано, и на китара. Първоначално исках да уча филология, защото учех езици. После дойде 1964 година и татко ме записа в конкурса „Търсим нови таланти“. | “ |
| Хелена Вондрачкова | |   |

Благодарение на хитовете Červená řeka („Червената река“) и Pátá („Пет часът“) Хелена печели наградата „Златен славей“ за най-добра певица на 1965 г. След това започва да работи в театър „Рококо“ в Прага. Там се запознава с Марта Кубишова и Вацлав Нецкарж – през 1968 г. тримата сформират триото „Голдън Кидс“ („Златни деца“).
През 1967 г. играе главната роля на принцеса Хелена във филма Šíleně smutná princezna („Страшно тъжната принцеса“). Премиерата му се състои през пролетта на 1968 г.

### 70-те години
В началото на 70-те години групата „Голдън Кидс“ се разпада. Тогавашният режим налага забрана на Марта Кубишова да развива творческа дейност и оставащите двама членове на състава предприемат самостоятелни кариери.
През този период Хелена става най-успешната чешка певица в чужбина. Записва албуми в чуждестранни звукозаписни компании (Япония, Западна Германия) и участва редовно на световни музикални фестивали в Канада, Бразилия, Куба, Турция. През 1973 г. участва на фестивала „Златният Орфей“ с песента „Балада“ – чешкоезичен кавър на едноименната песен на Йорданка Христова по музика на Найден Андреев и текст на Иржина Фикейзова. Печели специалната награда на конкурса. Песента е включена в албума „Златният Орфей '73“ (BTC 1664).
През този период обаче Хелена има най-голям успех с песента Malovaný džbánku („Рисувана стомничке“), която записва и издава като сингъл през 1974 г. Същата година играе главна роля в комедията Jen ho nechte, ať se bojí („Оставете го да се страхува“) и записва песента Lásko má, já stůňu („Любов моя, аз страдам“), която е включена във филма Noc na Karlštejně („Нощ в Карлщейнския замък“), която също е една от най-познатите песни в творчеството ѝ.
През януари 1977 г. името ѝ се нарежда сред лицата, подписали Харта 77. След ноември 1989 г. тя отрича да е подписвала лично Харта 77, като твърди, че по това време е била в Полша. През лятото на същата година участва на Международния музикален фестивал в Сопот, Полша, на който изпълнява Malovaný džbánku и е удостоена с голямата награда на фестивала.

### 80-те години
През 80-те години се съсредоточава повече към изпълнения пред родната си публика. Записва албуми, организира редовни турнета. Няколко години работи заедно с оркестъра на Густав Бром и с Иржи Корн, а по-късно има собствена програма – Velká neónová láska („Голяма неонова любов“), в която ѝ съпровожда групата „Бацили“. Води телевизионното предаване Sejdeme se na výsluní.
През 1982 г. е удостоена със званието „Заслужила артистка“.
През 1983 г. сключва брак с германския музикант Хелмут Зикел, който написва поредица от песни за нея, най-известни сред които са Čas je proti nám („Времето е срещу нас“) и Sprint („Спринт“).
До 1985 г. се класира последователно на второ и трето място в анкетата „Златен славей“ за най-добра чехословашка певица след Хана Загорова. През периода от 1977 до 1985 г. Дори е на първо място. 

### 2000 – 2009 г.
Успешна за певицата година е 2000-ата, когато издава албума Vodopád („Водопад“), който включва песни с модерно, диско звучене. Благодарение на успеха му става най-продаваната певица на годината, песента Dlouhá noc („Дълга нощ“) е обявена за хит на годината и от този момент отново се нарежда сред първите места на анкетата „Чешки славей“ (продължението на „Златен славей“).
2001 година ѝ носи още успехи, както и развод с Хелмут Зикел.
През 2002 г. Академията за чешка популярна музика я обявява за певица на годината.
На 22 февруари 2003 г. сключва брак с Мартин Михал в замъка „Карлщейн“.
През 2005 г. участва като гост на концерта на Карел Гот в „Карнеги Хол“ в Ню Йорк. Участва и в чешката версия на мюзикъла „Котки“ в ролята на Гризабела. Отбелязва 40 години певческа дейност с издаването на сборния албум Zlatá kolekce („Златна колекция“), състоящ се от 4 диска, и с телевизионното шоу Holka od Červený řeky („Момичето от Червената река“).
През 2006 г. в братиславския театър „Нова сцена“ играе ролята на Доли в мюзикъла „Здравей, Доли!“. През октомври същата година издава албума си Zastav se (…a poslouchej) („Спри (…и слушай)“). Първият сингъл от него, Já vítám déšť („Посрещам дъжда“), е кавър на песента It's Raining Men на групата „Дъ Уедър Гърлс“. на 8 в театъра „Луцерна“ в Прага. Същата година заема трето място в анкетата „Чешки славей“.
През 2007 г. води музикалното предаване Hvězdy u piana („Звезди на пиано“) по канал Prima, през май издава сборния албум Těch pár dnů („Онези няколко дни“), който включва дуети с Иржи Корн, а през юни отпразнува кръгъл рожден ден с голям юбилеен концерт на речния остров Жофин в Прага. Есента излиза двойният албум Jsem, jaká jsem („Аз съм каквато съм“), DVD на Těch pár dnů и успешен концерт в двореца „Луцерна“ в Прага. В края на годината участва заедно с Карел Гот в новогодишното шоу Mejdan roku z Václaváku („Нова година от Вацлавския площад“), а след това отново заедно са гости и на новогодишното музикално предаване Eso.
През 2008 г. е издаден сборен албум с хитовете на триото „Голдън Кидс“, озаглавен 24 Golden Hits („24 златни хита“), а Хелена издава колекция от свои редки записи Blázen, kdo se lásky zříká („Блажен е този, който се отказва от любовта“). През декември записва концерт „Луцерна“, който излиза на DVD през следващата година.

### 2010 – настояще
На 28 октомври 2017 г. е удостоена от Милош Земан с медал „За заслуги“ първа степен.

## Личен живот
В продължение на четири години певицата съжителства с текстописеца Зденек Ритирж, двамата се разделят през 1969 г.
Първият ѝ съпруг е германският музикант Хелмут Зикел, с когото се запознава на музикалния фестивал в Сопот, Полша, през 1977 г. Двамата сключват брак на 28 април 1983 г. и се развеждат през ноември 2001 г.
На 22 февруари 2003 г. Вондрачкова сключва брак с Мартин Михал, с когото се запознава през 2000 г. и който оттогава е неин мениджър.
Племенницата ѝ Луцие Вондрачкова също е певица и актриса.

## Дискография

### Студийни албуми
- 1970 – Ostrov Heleny Vondráčkové
- 1972 – Isle of Helena
- 1972 – Helena, Helena, Helena
- 1972 – Helena '72
- 1974 – Helena a Strýci
- 1975 – Film Melodies
- 1977 – S písní vstříc ti běžím…
- 1978 – Unter der Asche meiner Liebe ist noch glut
- 1978 – Paprsky
- 1979 – Doch in der Nacht
- 1979 – Unter der Asche meiner Liebe ist noch Glut
- 1980 – Múzy
- 1980 – Music
- 1981 – Sblížení
- 1982 – Zrychlený dech
- 1984 – Ode mne k tobě
- 1985 – I'm Your Song
- 1985 – Sprint
- 1986 – Helena zpívá Ježka
- 1986 – Sólo pro tvé oči
- 1987 – Helena zpívá Ježka
- 1988 – Skandál
- 1992 – Síleně smutná princezna
- 1993 – The Broadway Album
- 1995 – Vánoce s Helenou
- 1997 – Movie Classics
- 1998 – Nevzdám se hvězdám
- 2000 – Vodopád
- 2001 – Helena 2002
- 2003 – Hádej…!
- 2006 – Zastav se (…a poslouchej)
- 2009 – Zůstáváš tu se mnou
- 2013 – Touhy
- 2014 – Kouzlo Vánoc
- 2017 – Dávno vím svý
- 2020 – Tvrdohlavá